# Кавалеры ордена Святого Георгия III класса Ю
Кавалеры ордена Святого Георгия III класса на букву «Ю»
Список составлен по алфавиту персоналий. Приводятся фамилия, имя, отчество; звание на момент награждения; номер по спискам Григоровича — Степанова и Судравского; дата награждения. Лица, чьи имена точно идентифицировать не удалось, не викифицируются.
- Юденич, Николай Николаевич, генерал от инфантерии, 4 августа 1915
- Юзефович, Дмитрий Михайлович, генерал-майор, № 379, 17 сентября 1814
- Юргенц, Давыд Николаевич, генерал-майор, № 63, 14 апреля 1789
- Юрковский, Анастасий Антонович, генерал-майор, № 158, 8 апреля 1807